# Iijoki

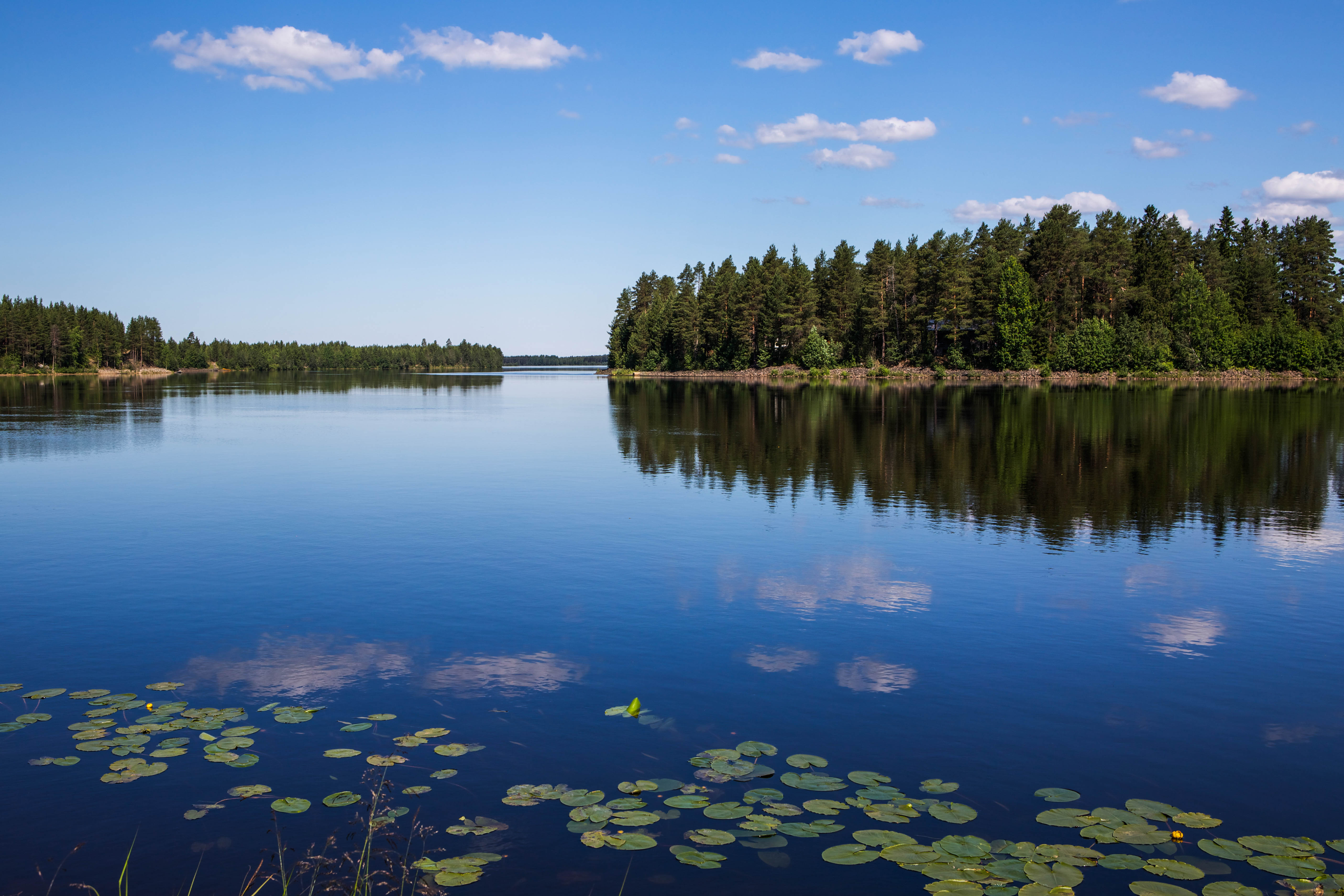
L'Iijoki à Oulu

Le Iijoki est un fleuve de la région d'ostrobotnie du Nord en Finlande.

## Géographie
Le fleuve prend sa source dans le lac Iijärvi à Kuusamo et s'écoule jusqu'à Ii dans le Golfe de Botnie.
Ses principaux affluents sont la Siuruanjoki à Pudasjärvi et Oulu, la Kostonjoki à Taivalkoski, la Korpijoki et la Livojoki à Pudasjärvi.
Le fleuve présente environ 150 rapides.
Les plus importants rapides sont Pahka-Haapakoski (dénivelé 33 m), Purkajakoski (dénivelé 14 m), Maalismaakoski (dénivelé 6,7 m), Raasakkakoski et Yli-Kurkikoski (dénivelé 8,3 m).
Les centrales hydroélectriques les plus importantes sont les centrales de Maalismaa, Kierikki, Pahkakoski, Haapakoski et Raasakka (fi) toutes situées en aval du fleuve dans les municipalités d'Oulu et d'Ii.

## Galerie

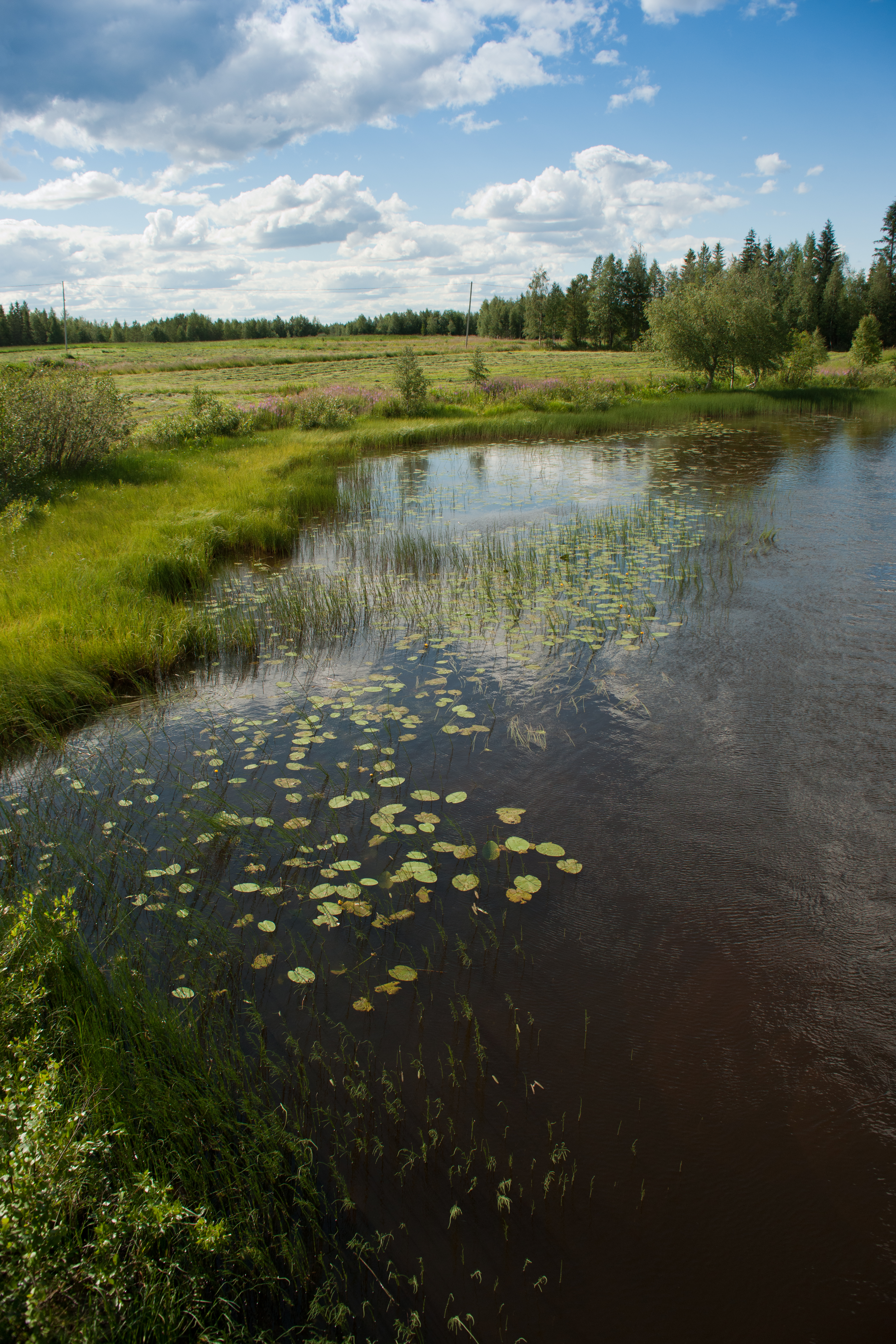
L'Iijoki.
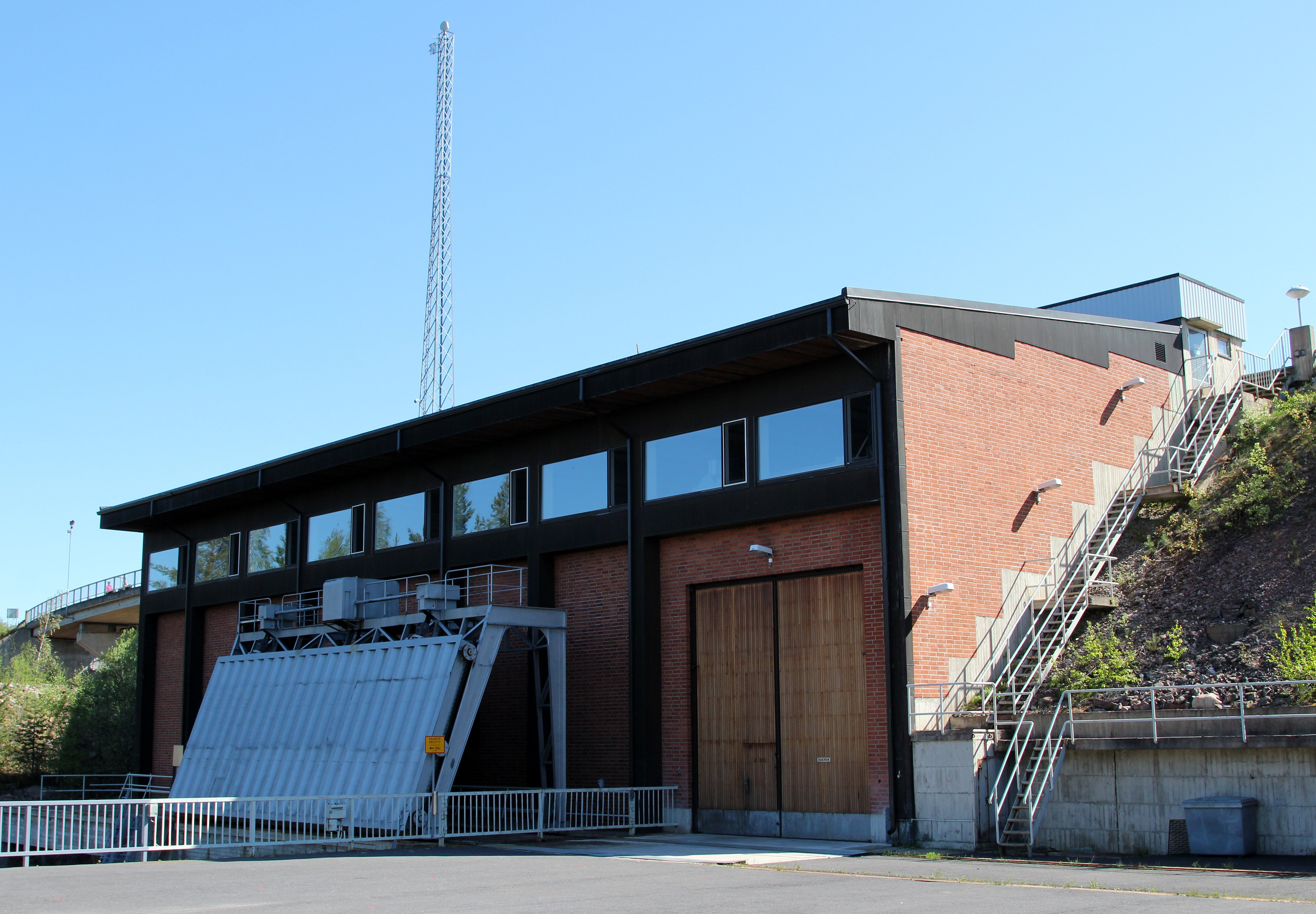
Centrale hydroélectrique de Haapakoski.
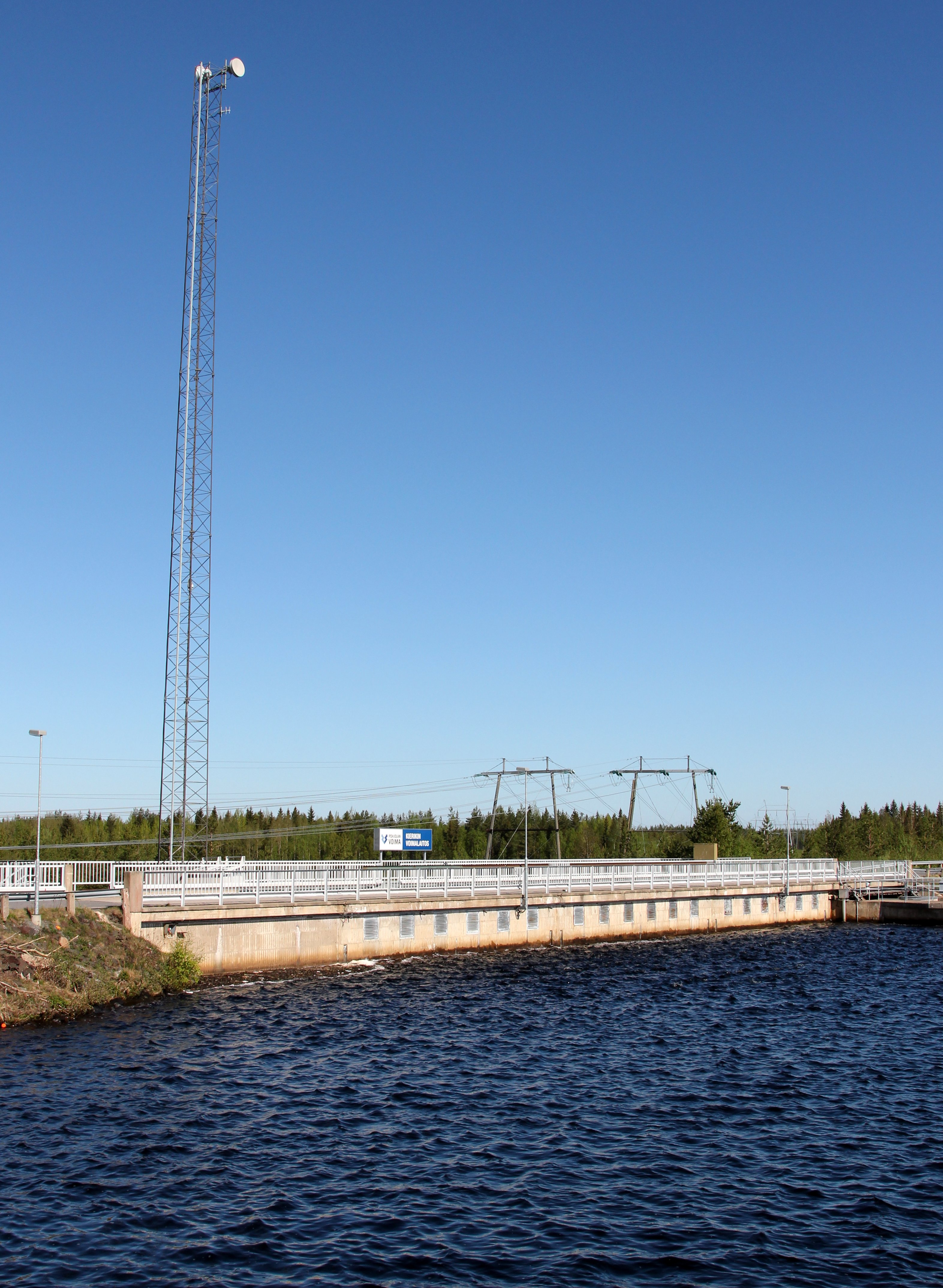
Centrale hydroélectrique de Kierikki.
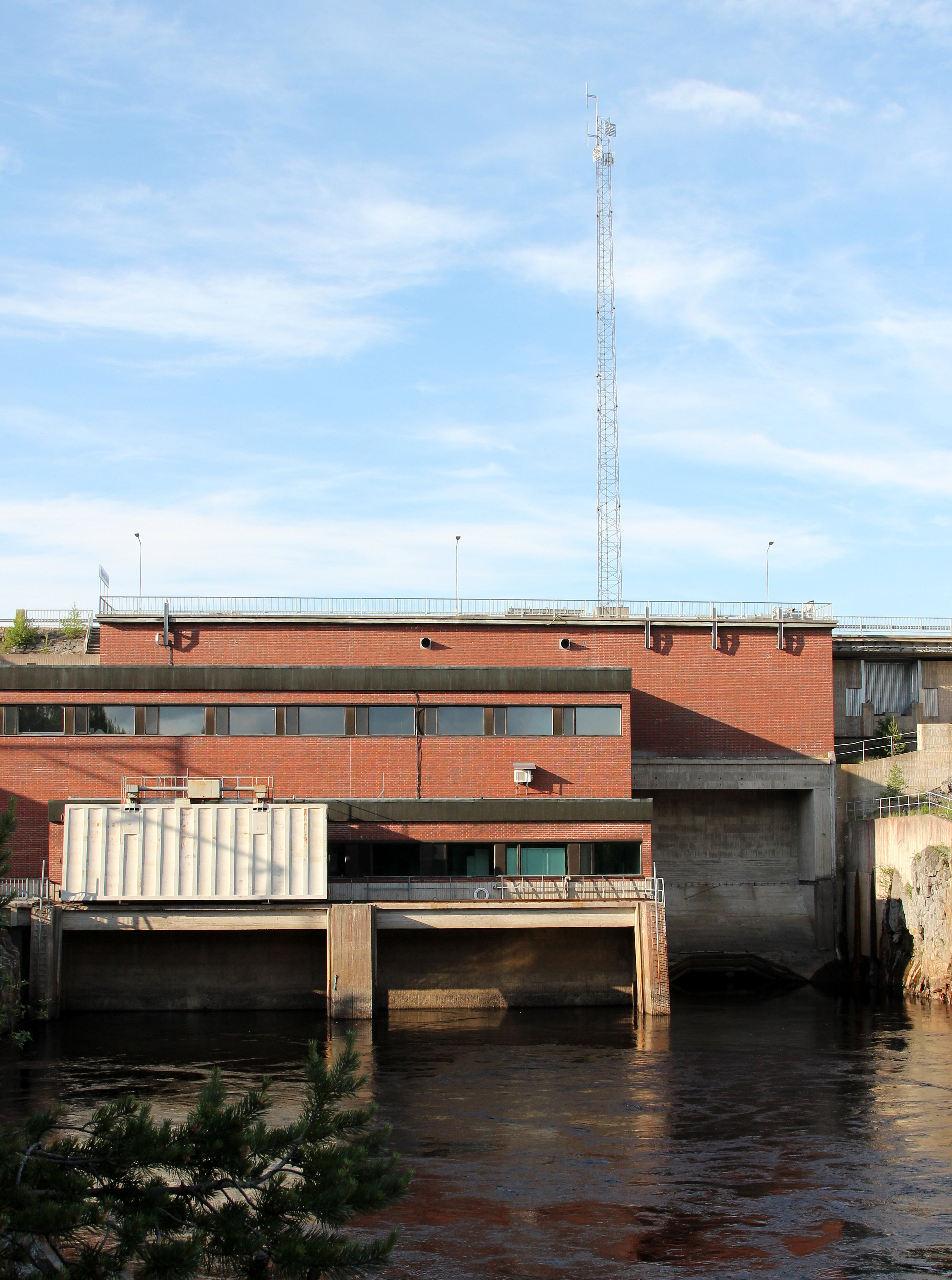
Centrale hydroélectrique de Maalismaa.

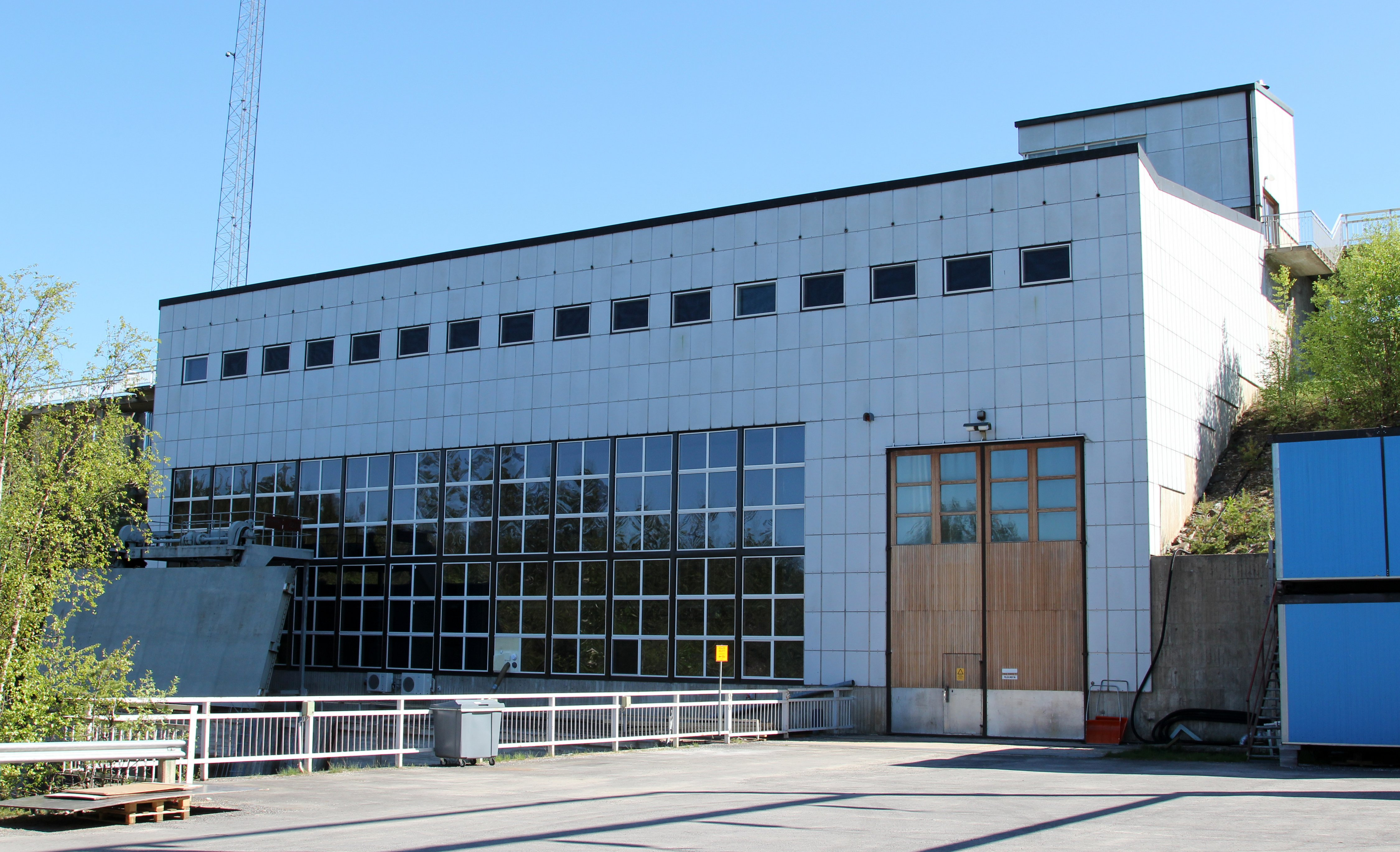
Centrale hydroélectrique de Pahkakoski.
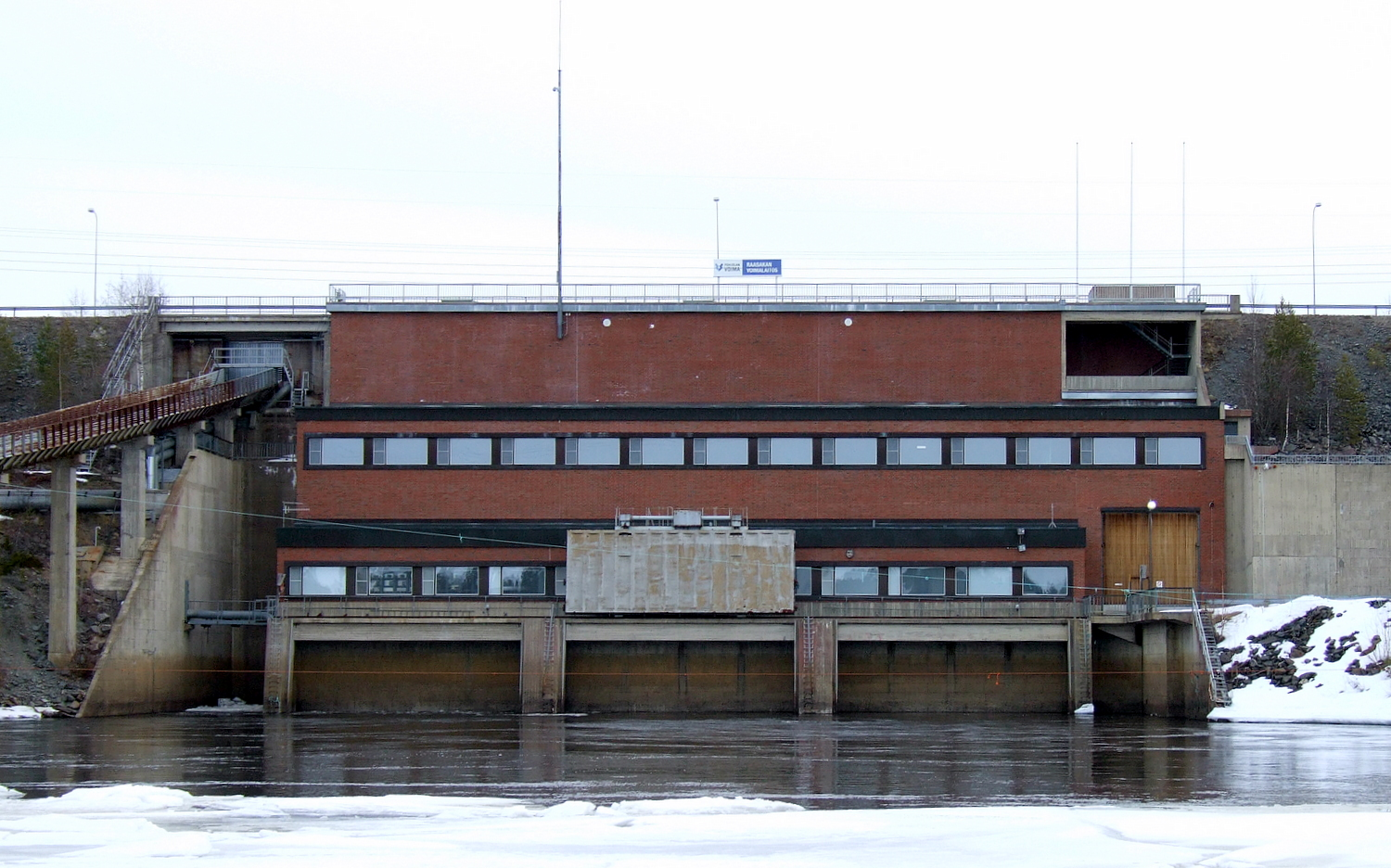
Centrale hydroélectrique de Raasakka (fi).
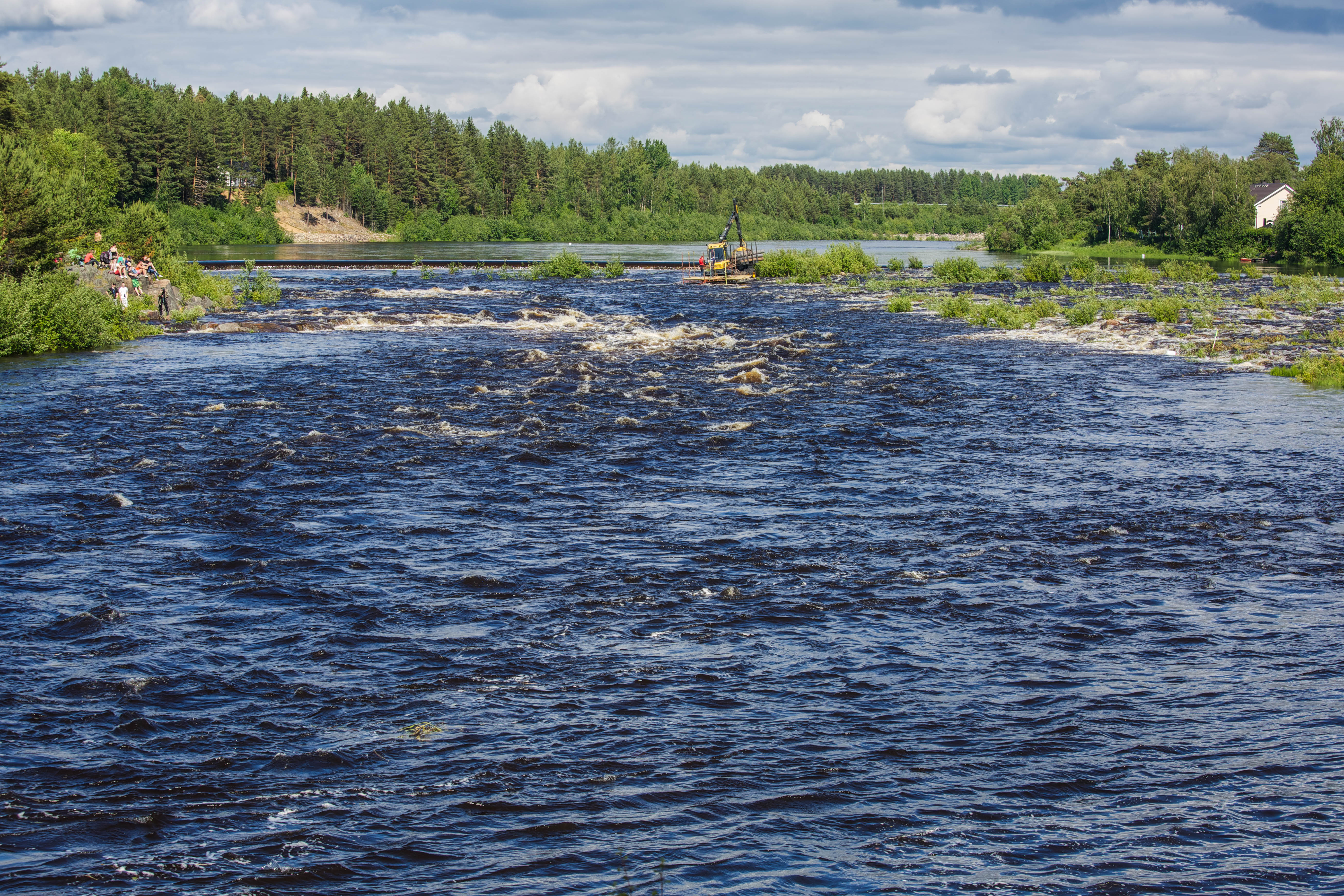
Le rapide Raasakkakoski.
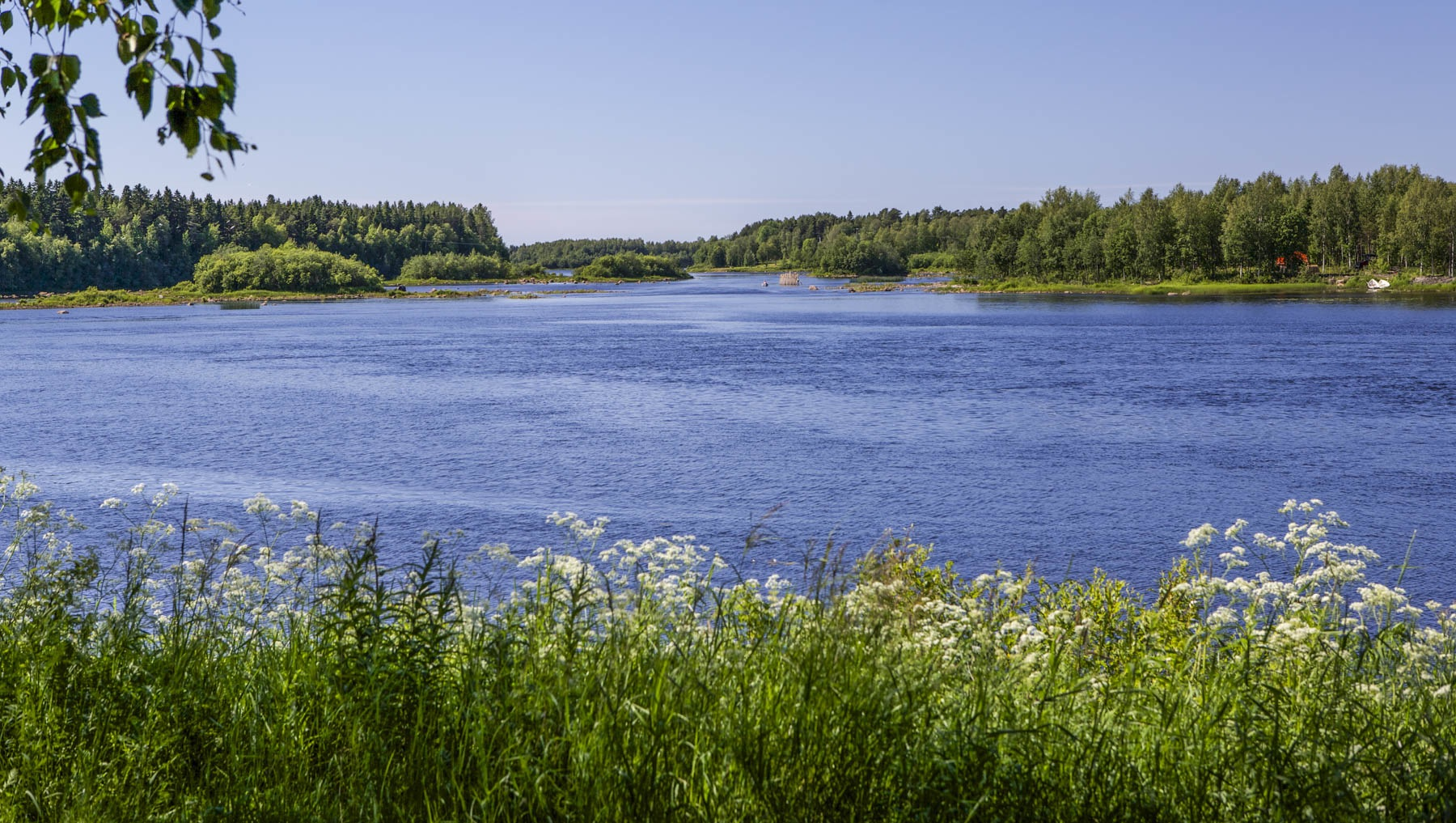
L'Iijoki à Ii.